# Molly Sandén
Molly My Marianne Sandén (ur. 3 lipca 1992 w Sztokholmie) – szwedzka piosenkarka pop i aktorka głosowa. 
Reprezentantka Szwecji w 4. Konkursie Piosenki Eurowizji Junior. Uczestniczka programu Melodifestivalen w 2009, 2012 i 2016.

## Biografia
Urodziła się w Sztokholmie. Uczęszczała do szkołu muzycznej Adolfa Fredrika. Następnie uczęszczała do gimnazjum Rytmus Music High School, które ukończyła wiosną 2011. Ćwiczyła i pisała muzykę w studiu piosenek Helges w Gävle, gdzie dołączyła również do zespołu Helges All Stars. 

## Kariera zawodowa

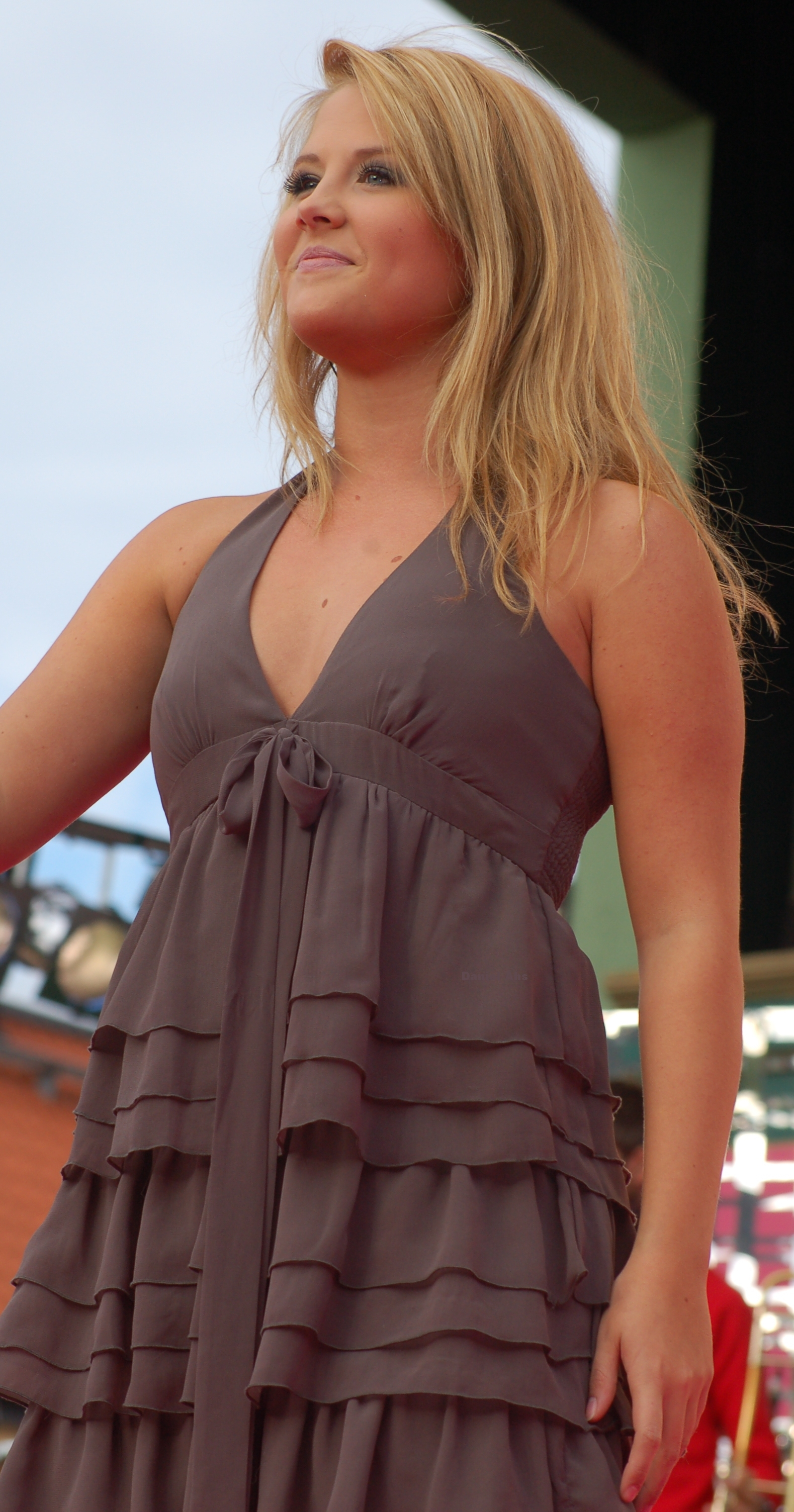
Sandén w 2008

W 2006, reprezentując Szwecję z utworem „Det finaste någon kan få”, zajęła trzecie miejsce w finale 4. Konkursu Piosenki Eurowizji dla Dzieci. Zwyciężyła również w konkursie talentów Stellar Shots oraz zaśpiewała duet „Julens tid är här” z Magnusem Carlssonem. Poza tym w duecie z Olą Svenssonem nagrała szwedzką wersję piosenki „You Are The Music In Me” z filmu Disneya High School Musical 2. 
Latem 2008 roku uczestniczyła w festiwalu Diggiloo z Lasse Holmem, Lindą Bengtzing, Lottą Engberg, Thomasem Petterssonem, Månsem Zelmerlöwem, Nanne Grönvall. Jej cover piosenki „Den underbara dagen du kommer hem” została wykorzystana w reklamach sieci fast foodów Sibylla w 2008 roku.  

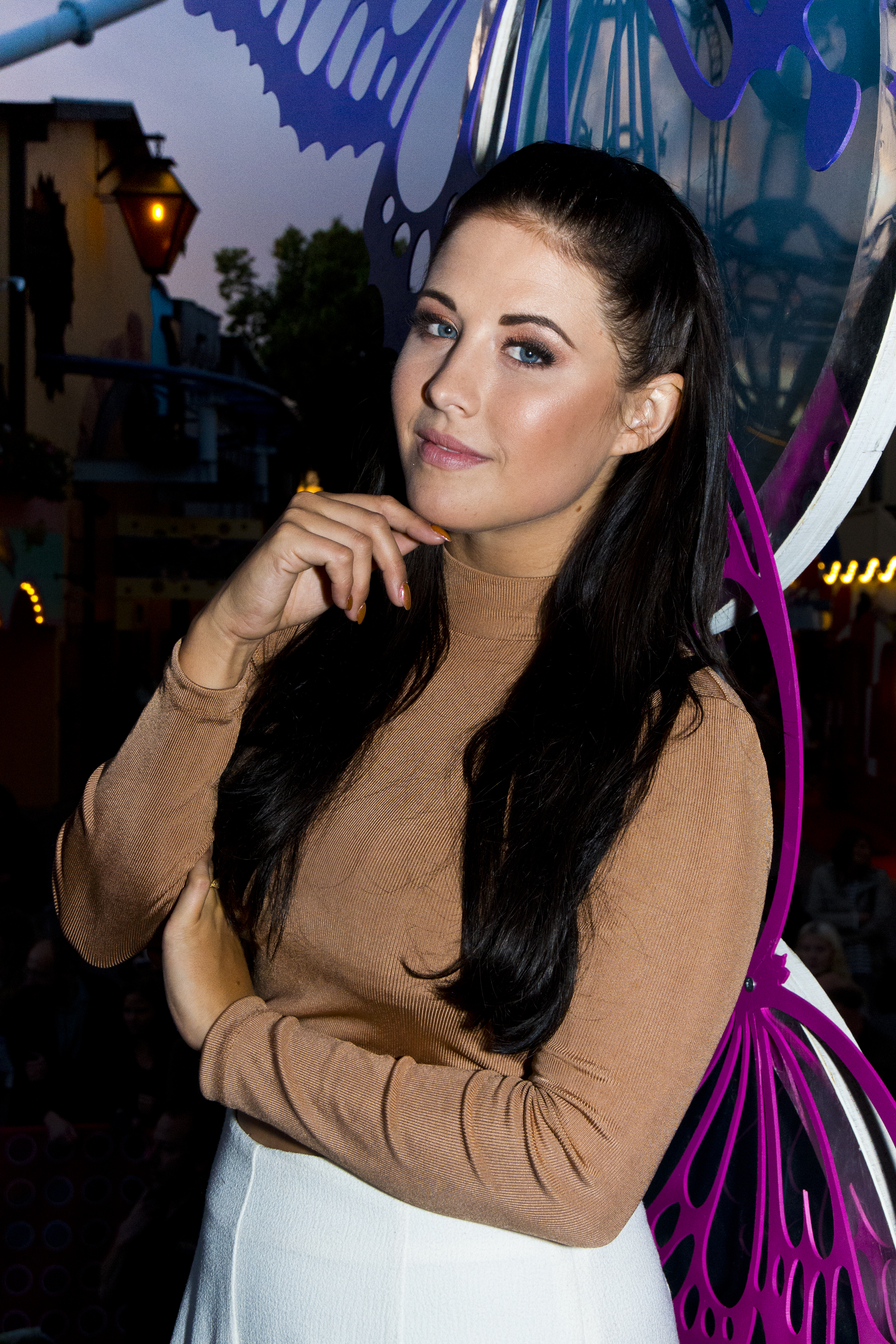
Sandén na Sommarkrysset 2016

Również w 2008 roku uczestniczyła w koncercie Sun, Wind & Water w hołdzie Tedowi Gärdestadowi. W tym samym roku nagrała w duecie z Brandurem szwedzką wersję piosenki „Right Here, Right Now” z High School Musical 3.  
W 2009 z utworem „Så vill stjärnorna” została finalistką programu Melodifestivalen 2009. W 2010 uczestniczyła w programie Let's Dance. W 2012 z utworem „Why Am I Crying” zajęła piąte miejsce w finale programu Melodifestivalen 2012.
W 2015 wydała epkę pt. Like No One's Watching, którą promowała piosenkami: „Freak”, „Phoenix” i „Like No One's Watching”. W 2016 z utworem „Youniverse” zajęła szóste miejsce w finale programu Melodifestivalen 2016. W kwietniu 2018 wydała album pt. Större, z którym dotarła do czwartego miejsca na liście sprzedaży w Szwecji. W maju 2019 wydała album pt. Det bästa kanske inte hänt än, z którym dotarła do drugiego miejsca na szwedzkiej liście bestsellerów. 

## Życie osobiste
W latach 2007–2012 spotykała się z piosenkarzem Erikiem Saade. Była zaręczona z piosenkarzem Dannym Saucedo, z którym była w związku od lutego 2013 do 2019 roku. 
28 września 2012 ogłosiła, że zdiagnozowano u niej cukrzycę typu 1 po zapaści podczas podróży do Barcelony w Hiszpanii.

## Dyskografia
Albumy studyjne
| Tytuł                         | Detale                                                                                                | Najwyższa pozycja na liście |
| Tytuł                         | Detale                                                                                                | SWE                         |
| ----------------------------- | --- | --------------------------- |
| Samma Himmel                  | - Wydany: 27 maja 2009 r. - Wytwórnia: Warner Music Sweden - Format: digital download, CD             | 16                          |
| Unchained                     | - Wydany: 23 maja 2012 r. - Wytwórnia: EMI Music Sweden - Format: digital download, CD                | 1                           |
| Större                        | - Wydany: 27 kwietnia 2018 r. - Wytwórnia: Molly Sandén AB, Sony Music - Format: digital download, CD | 4                           |
| Det bästa kanske inte hänt än | - Wydany: 29 maja 2019 r. - Wytwórnia: Milkshake, Sony Music - Format: digital download, CD           | 2                           |

## Filmografia
- 2007: High School Musical 2 as Gabriella Montez (piosenka)
- 2020: Konkurs Piosenki Eurowizji: Historia Fire Saga jako Sigrit Ericksdóttir (śpiew)
- 2011: Usta lemoniady jako Olivia White